# Nathan Seiberg

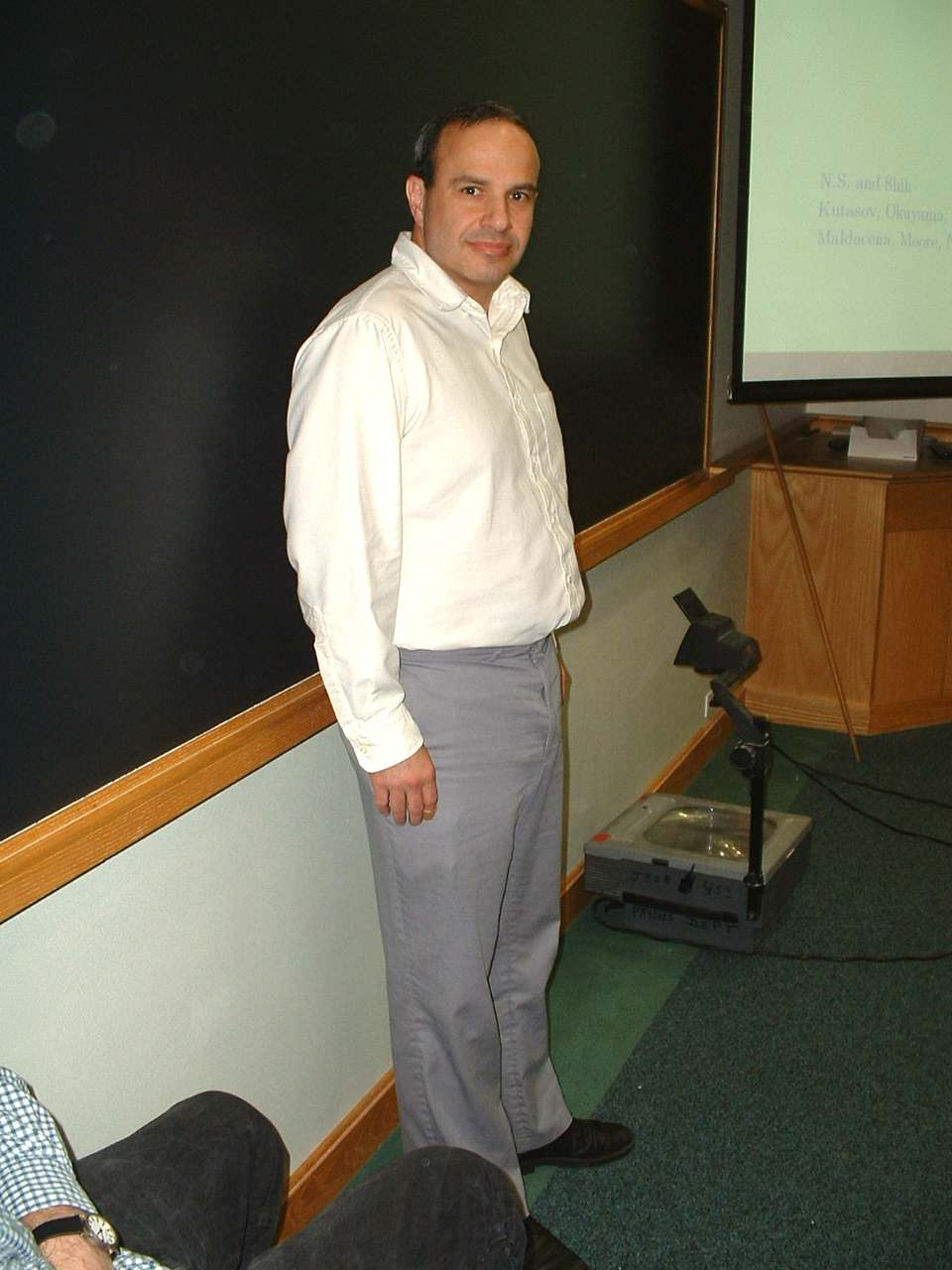
Nathan Seiberg an der Harvard University

Nathan „Nati“ Seiberg (* 22. September 1956 in Tel Aviv) ist ein israelisch-US-amerikanischer theoretischer Physiker.
Seiberg studierte 1975–1977 an der Universität Tel Aviv und schloss mit dem Bachelor of Science ab. Nach seinem Militärdienst promovierte er 1982 am Weizmann-Institut bei Haim Harari. Nach einem Aufenthalt am Institute for Advanced Study in Princeton, war er von 1985 bis 1991 erst wissenschaftlicher Mitarbeiter, dann ab 1989 Professor am Weizmann-Institut. Von 1989 bis 1997 war er Professor an der Rutgers University und seit 1997 ist er Professor am Institute for Advanced Study (wo er schon 1982 bis 1989 und 1994/95 Mitglied war). Ab 1998 war er auch Gastprofessor an der Princeton University.
Zu Seibergs Beiträgen zur theoretischen Physik zählen Arbeiten zur Eichtheorie, Supersymmetrie, S-Dualität im Zusammenhang mit supersymmetrischen Eichtheorien, Veröffentlichungen zur Vollständigen Lösbarkeit von N=2 supersymmetrischen Eichtheorien in vier Dimensionen und zum Auftreten von Nichtkommutativer Geometrie in der Theorie offener Strings (mit Edward Witten), ein Beweis, dass M-Theorie in der Lichtkegeleichung (light cone gauge) durch eine Matrixtheorie beschrieben werden kann und Arbeiten zur Gluino-Kondensation in der Stringtheorie.
Anfang der 1980er Jahre befasste er sich mit Haim Harari mit dessen Rishonen-Modell.
Mit Witten entwickelte er 1994 die Seiberg-Witten-Theorie, die die exakte Lösung der effektiven niederenergetischen Theorie einer supersymmetrischen Eichtheorie in vier Dimensionen beschreibt.
1998 erhielt er den Dannie-Heineman-Preis für mathematische Physik. 1996 war er MacArthur Fellow. 2012 erhielt er den Fundamental Physics Prize. 2001 wurde er Mitglied der American Academy of Arts and Sciences und 2008 der National Academy of Sciences. 2009 wurde er Fellow der American Physical Society. 2016 erhielt er die Dirac-Medaille (ICTP).